# Обухово (Ленинградская область)
Обухово — деревня в Староладожском сельском поселении Волховского района Ленинградской области.

## История
Деревня Обухова упоминается карте Санкт-Петербургской губернии Ф. Ф. Шуберта 1834 года.

УСАДИЩЕ ОБУХОВО — деревня принадлежит князьям Мышецким, число жителей по ревизии: 32 м. п., 29 ж. п. (1838 год)

Как деревня Обухова она отмечена на карте профессора С. С. Куторги 1852 года.

ОБУХОВА УСАДИЩЕ — деревня штабс-капитанов Нагорного и Каменского, по просёлочной дороге, число дворов — 8, число душ — 22 м. п. (1856 год)

ОБУХОВО — деревня владельческая при реке Волхове, число дворов — 3, число жителей: 17 м. п., 16 ж. п. (1862 год)

Согласно материалам по статистике народного хозяйства Новоладожского уезда 1891 года имение при селении Обухово площадью 84 десятины принадлежало дворянам Л. и Н. А. Нагорным, имение было приобретено до 1868 года.
Согласно епархиальным сведениям 1899 года деревня относилась к приходу Ильинской церкви Ильинского погоста (на территории современного микрорайона Плеханово города Волхова).
В конце XIX — начале XX века деревня административно относилась к Михайловской волости 2-го стана Новоладожского уезда Санкт-Петербургской губернии.
По данным «Памятной книжки Санкт-Петербургской губернии» за 1905 год, деревня Обухово входила в состав Чернавинского сельского общества.
Согласно военно-топографической карте Петроградской и Новгородской губерний издания 1915 года деревня называлась Обухова.
Согласно данным переписи населения СССР 1926 года в деревне Обухово Чернавинского сельсовета Октябрьской волости Волховского уезда проживали 33 человека — все русские.
По данным 1933 года деревня Обухово входила в состав Чернавинского сельсовета Волховского района.
- Деревня Обухово на карте 1940 года

Согласно карте РККА 1940 года деревня насчитывала 7 дворов. 
По данным 1966, 1973 и 1990 годов деревня Обухово также входила в состав Староладожского сельсовета.
В 1997 и 2002 годах в деревне Обухово Староладожской волости постоянного населения не было.
В 2007 году в деревне Обухово Староладожского СП — проживал 1 человек.

## География
Деревня находится в западной части района на автодороге 41К-059 (Волхов — Бабино — Иссад), к юго-востоку от центра поселения, села Старая Ладога, на правом берегу реки Волхов.
Расстояние до административного центра поселения — 23 км.
Расстояние до ближайшей железнодорожной станции Волховстрой I — 10 км.
В состав деревни входит также урочище Рокольское.

## Демография
| 1862 | 2007 | 2010 | 2017 |
| ---- | ---- | ---- | ---- |
| 33   | ↘1   | ↗5   | ↗6   |

### Национальный состав
Согласно данным Всероссийской переписи населения 2021 года в деревне проживали 11 человек, все русские.